# Не стыдясь
«Не стыдясь» (пол. Bez wstydu) — польский драматический фильм 2012 года.

## Сюжет
Шалопай Тадек возвращается в свой родной город к сестре. Приехав, он узнаёт, что сестра Анка начала встречаться с женатым бизнесменом. Тадек ревнует сестру к её возлюбленному. Делает всё для того чтобы ухажёр больше не появлялся в их доме. Из-за бесполезного контроля за Анкой, Тадек и не замечает, что в него самого влюблена Ирмина, дочь барона местной цыганской общины.

## В ролях
- Матеуш Косьцюкевич — Тадек
- Агнешка Гроховская — Анка, сестра Тадека
- Анна Прухняк — Ирмина
- Мацей Марчевский — Анджей
- Павел Круликовский — член парламента
- Дариуш Майхжак — Латош
- Себастьян Станкевич — покупатель ковра

## Интересные факты
- Режиссёр (г.р.: 1974) и актёр Мацей Марчевский (г.р.: 1979) являются родными братьями.

## Награды
- 2012: номинация «Золотые Львы» на кинофестивале в Гдыне
- 2012: номинация «East of West» на кинофестивале в Карловых Варах
- 2012: номинация «Золотая Утка» за наилучшую режиссёрскую работу Филипа Марчевского, а также за лучших актёра и актрису фильма -  Матеуш Косьцюкевич и Анна Прухняк